# Acrocephalus newtoni
La cannaiola del Madagascar (Acrocephalus newtoni (Hartlaub, 1863)) è un uccello della famiglia Acrocephalidae, endemico del Madagascar.

## Descrizione
La cannaiola del Madagascar possiede una colorazione del piumaggio piuttosto uniforme e adatta a mimetizzarsi con l'ambiente circostante: come tutte le cannaiole, possiede un becco sottile color giallo ocra, dalla cui base parte una striscia color grigio verdastro che si congiunge agli occhi, piccoli e castani. Il resto del piumaggio presenta nelle regioni inferiori un beige molto chiaro che, nel petto, risulta striato da quattro corsie di macchioline verde militare, mentre le regioni superiori sono verde grigiastro con pigmentature più scure su capo, schiena e coda; le ali sono del medesimo colore con pigmentature grigio scuro. La coda a ventaglio è chiara sotto e scura sopra e le zampe sono grigio-azzurrine.

## Distribuzione e habitat
Come suggerisce il nome, questo uccello vive esclusivamente in Madagascar, di cui predilige le zone erbose ricche di alta vegetazione e acquitrini dove cercare le sue prede, di solito insetti e piccoli vertebrati.